# Església de Sant Nicolau de Bari (Múrcia)
|  | Aquest article tracta sobre l'església de Sant Nicolau de Bari a la població de Múrcia. Si cerqueu l'església de Sant Nicolau de Bari a la població de Requena (València), vegeu «Església de Sant Nicolau de Bari (Requena)». |

L'església de Sant Nicolau de Bari és una de les parròquies tradicionals del centre històric de Múrcia (Regió de Múrcia, Espanya), els orígens de la qual es remunten a la Reconquesta encara que l'edifici actual data de la primera meitat del segle xviii, sent un dels millors exponents del barroc murcià.

## Història

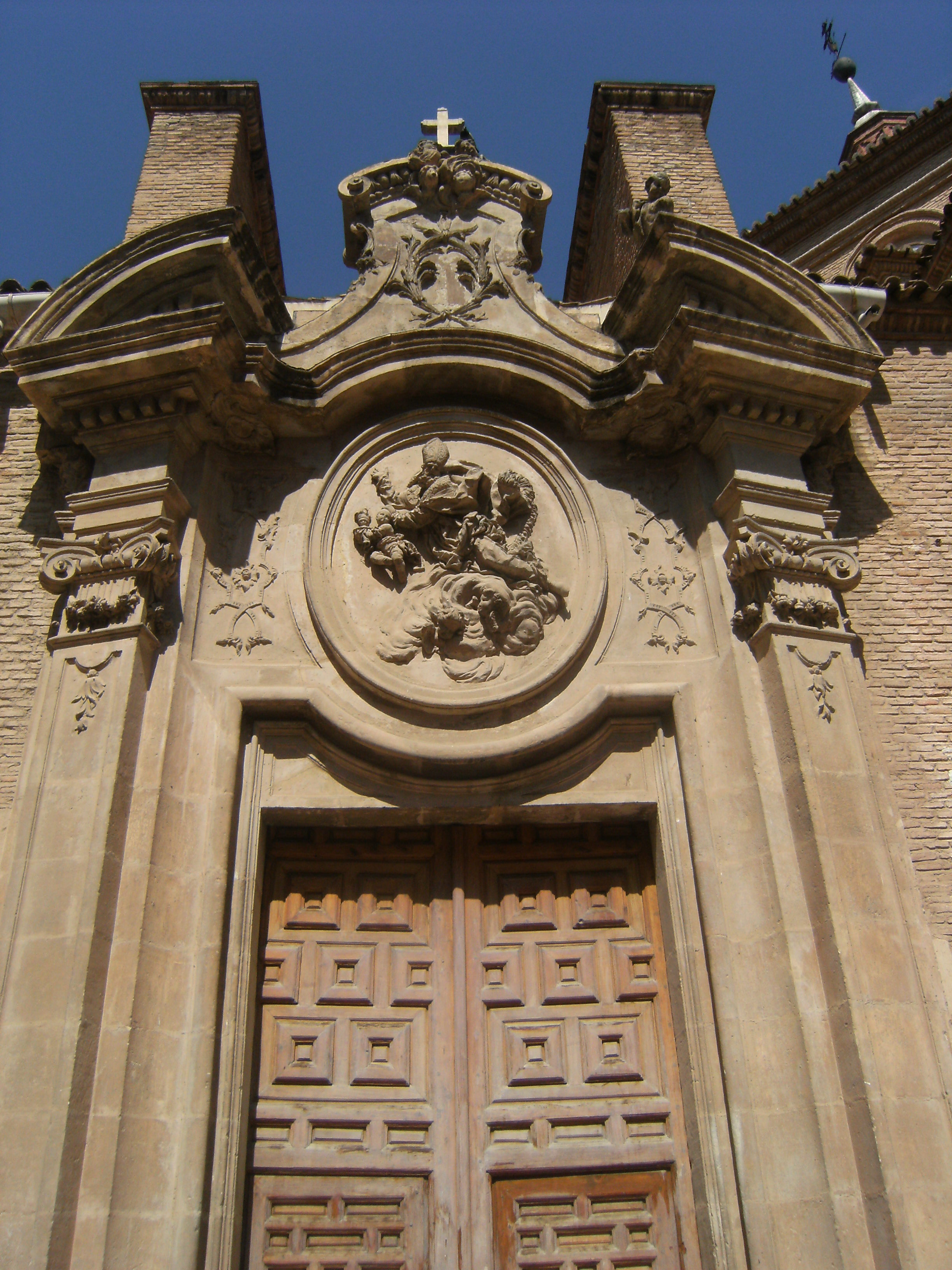
Porta lateral de l'església, amb la imatge de Sant Nicolau en la part superior.

La primitiva església medieval de Sant Nicolaues va situar en 1266; després de la presa definitiva de la ciutat, sobre una mesquita esmentada en la crònica de Jaume I d'Aragó. L'antiga església de Sant Nicolás es trobava censada ja com a parròquia en 1272, situant-se prop de la muralla àrab de Múrcia|muralla en el seu costat de ponent.
L'antic immoble va deure tenir factura mudèjar amb una façana posterior d'estil manierista de 1616.
No obstant això, l'estat general de deterioració de la parròquia de Sant Nicolau de Bari va obligar a demolir-la amb caràcter d'urgència en ple segle xviii, iniciant-se la seva reconstrucció en 1736 gràcies al suport econòmic de Diego Mateo Zapata, important metge de la ciutat que va sofrir la persecució del tribunal de la Inquisició per les seves suposades tendències judaitzants, la qual cosa li va animar a convertir-se en l'autèntic mecenes de l'obra, finalitzada en 1743.
Diego Mateo Zapata va finançar també el retaule major de l'església als peus de la qual es troba soterrat.
El 20 d'octubre de 1860 va contreure matrimoni en Sant Nicolau de Bari el polític malagueny, Antonio Cánovas del Castillo amb María de la Concepció Espinosa dels Monteros Rodrigo de Villamayor.
Des de 1985 Sant Nicolau és seu de la Venerable Confraria del Santíssim Crist de l'Empara i María Santíssima dels Dolors de Múrcia, que desfila en la tarda de Divendres de Dolors donant començament a la Setmana Santa de Múrcia. També és seu de la Germanor del Santíssim Crist de Burgos a Múrcia, la imatge titular del qual és una rèplica de la qual hi ha en la Catedral de Burgos. Existeix a més una talla d'alabastre d'Adelelm Sant abad, patró de la ciutat de Burgos.

## Arquitectura
És un clar exponent de la tendència arquitectònica cap a un estil barroc més depurat en el qual alternen els efectes geomètrics amb les formes plàstiques, visibles en les pilastres, en la cúpula, en el retaule major i en les dues façanes.
En 1742 es van contractar els serveis de Joseph Pérez per concloure l'església. A ell es deuen les façanes amb què explica el temple. En ambdues la decoració es reserva per a llocs molt específics on es produeix la perfecta integració entre arquitectura i escultura similar a la qual veiem en la façana principal de la Catedral de Múrcia, façana que s'estava construint al mateix temps que l'església de Sant Nicolau.

## Patrimoni
Ja en el seu interior, el retaule major barroc es creu que va haver de ser construït segons traces de Jaume Bort, ja que el seu disseny recorda el cos central de la façana de la Catedral del mateix autor.
Entre el seu patrimoni escultòric l'església guarda diverses imatges destacables com la del Cristo del Amparo, titular de la confraria del mateix nom, talla anònima del segle xviii que ha estat atribuïda a Francisco Salzillo de forma tradicional, encara que alguns experts s'inclinen ara pel francès Antonio Dupar. De Francisco Salzillo, també posseeix una Dolorosa, la co-titular de la Confraria de l'Empara, però que alguns experts consideren que és posterior, de principis del segle xix.
L'església de Sant Nicolau així mateix guarda una imatge de Sant Antoni de Pàdua, deguda a la gúbia d'Alonso Cano, datada en 1666-1667. I un Sant Josep i una Inmaculada de Pedro de Mena.

## Galeria

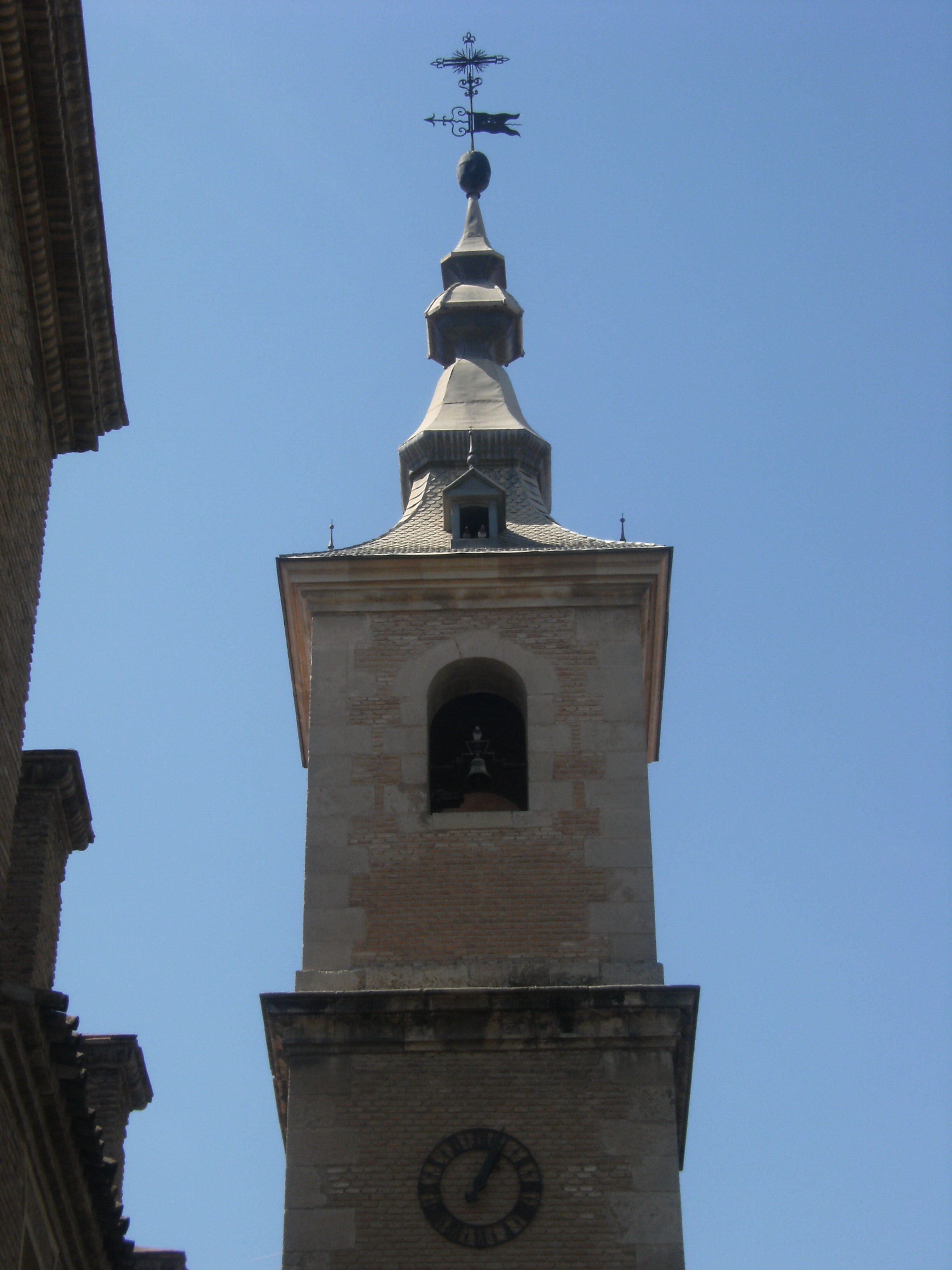
Detall del campanar de Sant Nicolau de Bari.
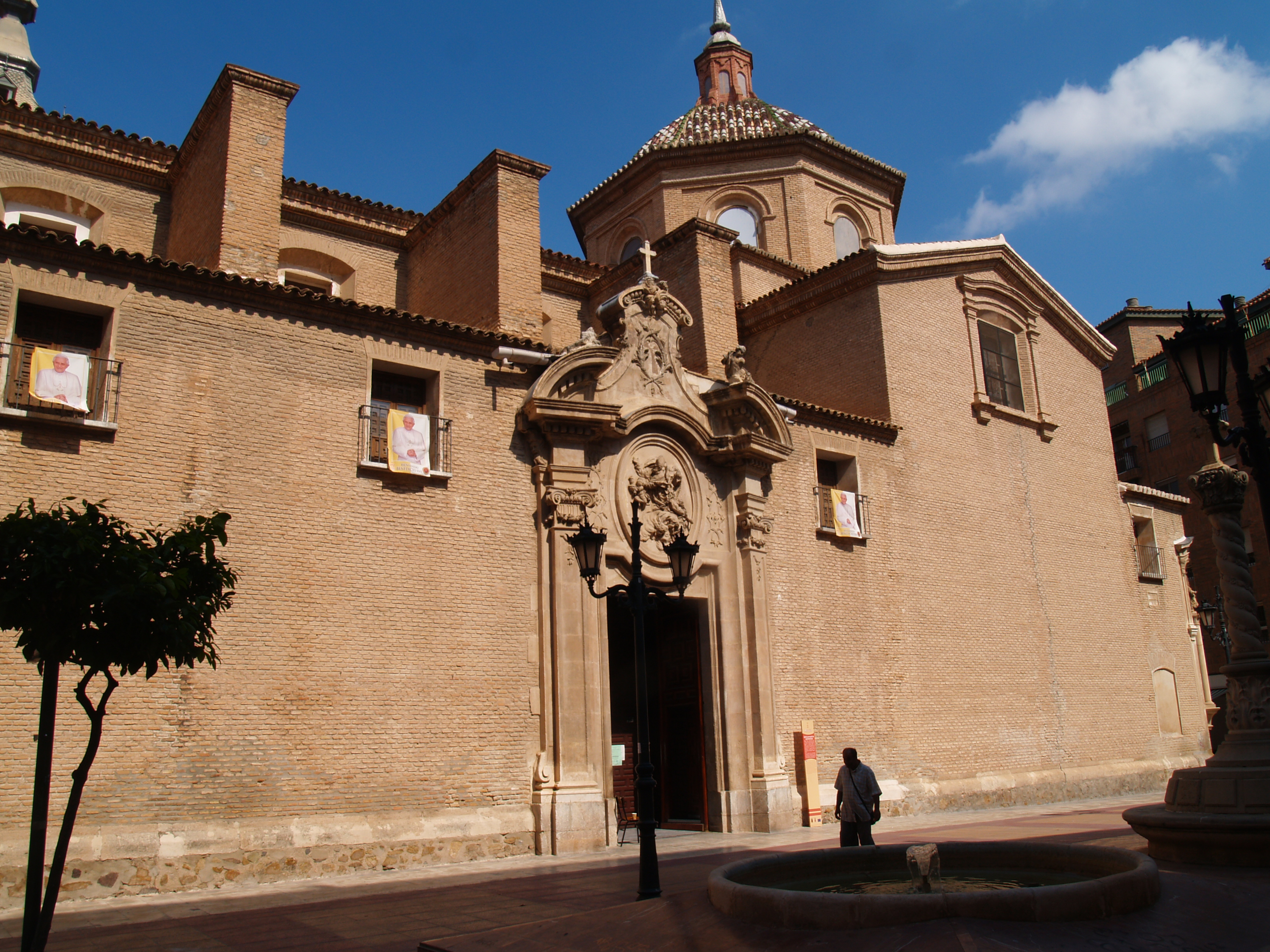
Vista lateral de l'església de Sant Nicolau de Bari.
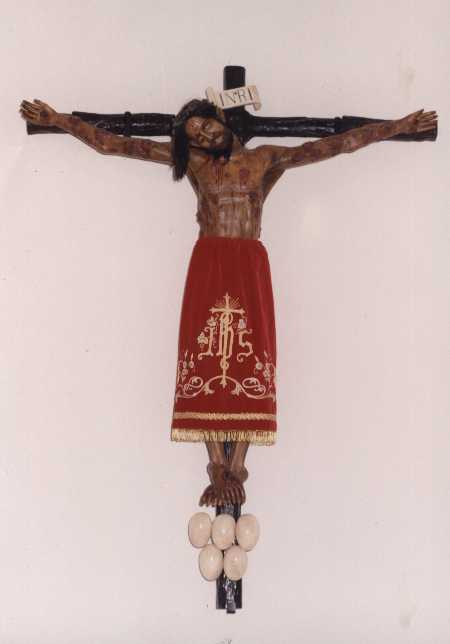
Imatge del Santíssim Crist de Burgos a Múrcia.
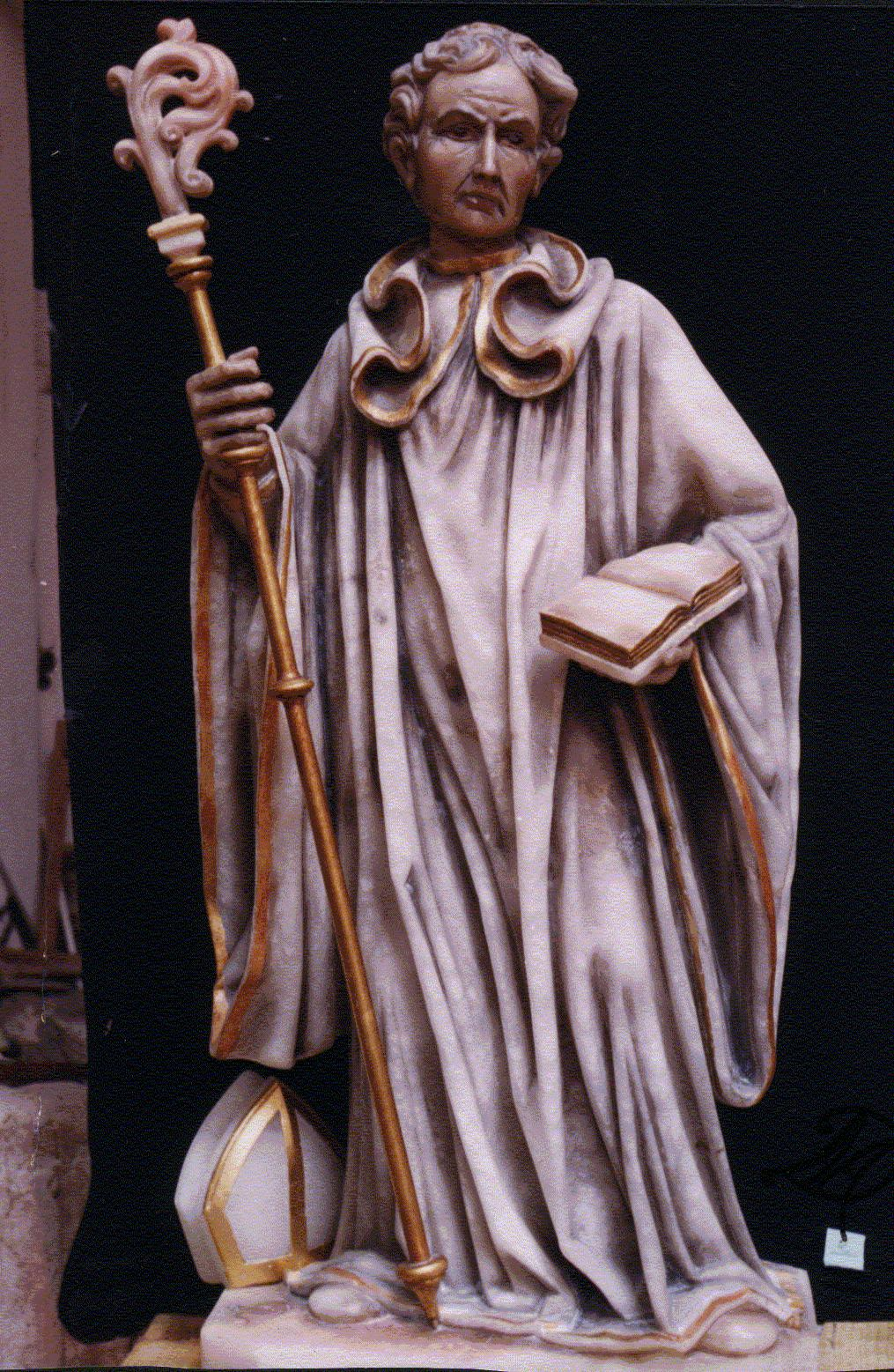
Imatge de Sant Adelelm en la capella del Santíssim Crist de Burgos.

## Végeu també
- Església de Jesús.
- Església de Sant Francesc.
- Església de Sant Joan Baptista.